# Тенрек Кована
Тенрек Кована (лат. Microgale cowani) — вид тенрековых из рода длиннохвостых тенреков. Обитают на Мадагаскаре.

## Внешний вид и строение
Тенреки Кована весят в среднем чуть более 10 граммов и достигают в длину в среднем чуть более 13 см. Большинство экземпляров в основном коричневого цвета, часто с более темной средней полосой на спине и более светлым брюшком. Рисунок на шкуре может сильно варьировать и состоит в основном из различных оттенков красного и коричневого.
Это одиночные животные. Когда два самца находятся в тесном контакте, они обычно агрессивны, визжат или кусают друг друга. Тенреки Кована плотоядные животные, ищущие мелких животных в лесной подстилке. На них охотятся в основном другие позвоночные, такие как совы, а иногда и другие длиннохвостые тенреки. Их основная защита от этих хищников — маскировка.

## Распространение и среда обитания
Тенрек Кована — эндемик Мадагаскара. Он встречается в большинстве мест обитания любого другого длиннохвостого тенрека, причем его естественная среда обитания — субтропические или тропические влажные низинные леса, субтропические или тропические влажные горные леса, плантации и вырубки. Обитает на высоте от 800 до 2500 метров.